# Кимбалл (город, Миннесота)
Кимбалл (англ. Kimball) — город в округе Стернс, штат Миннесота, США. На площади 3,6 км² (3,6 км² — суша, водоёмов нет), согласно переписи 2002 года, проживают 635 человек. Плотность населения составляет 177,2 чел./км².
- Телефонный код города — 320
- Почтовый индекс — 55353
- FIPS-код города — 27-33164[1]
- GNIS-идентификатор — 0646144[2]